# 妖しき文豪怪談
『妖しき文豪怪談』（あやしきぶんごうかいだん）は、NHKデジタル衛星ハイビジョン（BShi）で2010年8月に放送されたテレビ番組シリーズである。2010年8月23日から4夜連続で放送された。

## 概要
日本の文豪たちの短編小説作品を、気鋭の映画監督たちが映像化に挑戦したドラマ・パート（番組前半・約35分）と、ドラマのメイキング映像及び文豪の生涯から作品の背景に迫るドキュメンタリー・パート（約25分）で構成された4本のシリーズである。
番組タイトルに「怪談」とあるが、いずれの作品も原作から見てとれるようにホラー映画的な怖さに焦点を当てたものではなく、「妖しき」幽玄・夢幻の世界を描いた作風となっている。
2010年11月24・25日、4作品のドラマが「第11回東京フィルメックス」にて特別招待作品として上映された。

### 原作との違い
- 『片腕』 - 無し。セリフも含めて忠実に映像化。
- 『葉桜と魔笛』 - 原作には無い姉の恋人が登場、エピソードが追加される。
- 『鼻』 - 後日談という設定で完全なオリジナルストーリー。
- 『後の日』 - ほぼ忠実。ラストシーンの描き方が異なる。

## 放送リスト
| タイトル   | 脚本・監督 | 原作                             | 放送日時                   | 放送日時                           |
| ---------- | ---------- | -------------------------------- | -------------------------- | ---------------------------------- |
| 片腕       | 落合正幸   | 川端康成「片腕」                 | 8月23日（月）22:00 - 23:14 | 再放送 8月29日（日） 21:00 - 25:30 |
| 葉桜と魔笛 | 塚本晋也   | 太宰治「葉桜と魔笛」             | 8月24日（火）22:00 - 23:00 | 再放送 8月29日（日） 21:00 - 25:30 |
| 鼻         | 李相日     | 芥川龍之介「鼻」                 | 8月25日（水）22:00 - 23:00 | 再放送 8月29日（日） 21:00 - 25:30 |
| 後の日     | 是枝裕和   | 室生犀星「童子」「後の日の童子」 | 8月26日（木）22:00 - 23:14 | 再放送 8月29日（日） 21:00 - 25:30 |

## 片腕
英題：The Arm　原作：川端康成　ドラマ43分
| ドラマ・パート キャスト 平田満 - 私（主演） 芦名星 - 片腕を貸す娘（ヒロイン） 山田麻衣子 - 車の女 安藤玉恵 - 娘（回想場面） 内田みずき - 年上の女（回想場面） 三枝奈都紀 - 片腕（声の出演） 上口香寿美 - 手（ パーツモデル ） 内藤啓史 - ラジオアナウンサー（声の出演） スタッフ 撮影：木村祐一郎 CG制作： 岡野正広 、大石洋平 特殊造形： 松井祐一 プロデューサー：神戸將光、中頭千廣 | ドキュメンタリー・パート 出演 津嘉山正種 - 語り 川端香男里 、片山倫太郎、 伊吹和子 スタッフ ディレクター：宗像竜大 プロデューサー：田中政文、石原正礼 制作協力：東京サウンドプロダクション |

## 葉桜と魔笛
英題：The Whistler　原作：太宰治　ドラマ35分
| ドラマ・パート キャスト 河井青葉 - 優子（姉） 徳永えり - 伊津江（妹） 小林ユウキチ - キンジ（優子の恋人） 芦沢孝子 - キンジの母親 國村隼 - 姉妹の父親 スタッフ 撮影：塚本晋也、志田貴之 プロデューサー：塚本晋也、川原伸一 制作協力：海獣シアター | ドキュメンタリー・パート 出演 池脇千鶴 - 語り 園部啓一 - 太宰治（声の出演） 木下巽、輿水浜子、 渡部芳紀 スタッフ ディレクター：宗像竜大 プロデューサー：田中政文、石原正礼 制作協力：東京サウンドプロダクション |

## 鼻
英題：The Nose　原作：芥川龍之介　ドラマ33分
| ドラマ・パート キャスト 松重豊 - 禅智 井川遥 - トメ（保吉の母） 小山颯 - 保吉（子役） 田村泰二郎 - 村長 寺十吾 - 村人 伊藤修子 - 〃 森下能幸 - 〃 工藤博 - 〃 川尾せっちん - 〃 小野駿希 - 〃 西嶋一八 - 〃 松本聖海 - 〃 スタッフ 音楽：大友良英 撮影： 笠松則通 美術：佐々木尚 アシスタントプロデューサー：斉藤有希 プロデューサー：押田興将、松野恵美子 制作協力：オフィスシロウズ | ドキュメンタリー・パート 出演 野島裕史 - 語り 東雅夫 スタッフ ディレクター：黒田由布子 プロデューサー：田中直人 制作協力：テレビマンユニオン |

## 後の日
英題：The Days After 原作：室生犀星 ドラマ49分
| ドラマ・パート キャスト 加瀬亮 - 笏悟朗 中村ゆり - とみ子（笏悟朗の妻） 澁谷武尊 - 豹太郎（夫婦の息子） 近藤良平 - 彫刻家 北浦愛 - 召使いの娘 加藤満 - 藤井聖子 - 子供を負ぶう母親 鈴木凜音 - 朝子（夫婦の娘） 黒沼弘己 - 編集者 スタッフ 撮影：山崎裕 アシスタントプロデューサー：福間美由紀 プロデューサー：熊谷喜一 | ドキュメンタリー・パート 出演 坂井真紀 - 語り 室生洲々子、高野光延 スタッフ ディレクター：黒田由布子 プロデューサー：田中直人 音楽： 畑中正人 制作協力：テレビマンユニオン |

## 番組スタッフ
- ドキュメンタリー監修：東雅夫
- オープニング映像 :  ドローイングアンドマニュアル
- 宣伝スチール : 菱川勢一
- 制作協力：オフィス・シロウズ、海獣シアター、テレビマンユニオン、東京サウンドプロダクション
- 制作統括：山﨑秋一郎、浜野高宏
- 制作：NHKエンタープライズ
- 制作著作：NHK

## 関連番組

### 特別番組
- 『怪しき文豪怪談・秋の夜長の怪談会』 2010年11月13日 18:30 - 21:50 BShi

出演：佐野史郎、MEGUMI、東雅夫
内容：本作品のドラマ・パートを一挙放送。ドラマの前後に3人による座談会という構成。ドラマは「鼻」「片腕」「葉桜と魔笛」「後の日」の順で放送された。

### プロモーション番組
放送局は全てNHK総合。
- 『妖しき文豪怪談の魅力』 8月12日 1:00 - 1:54（11日深夜）

出演：佐野史郎、東雅夫、藤井彩子
- 『文豪怪談に挑む監督たち』 8月16日 3:40 - 4:00（15日深夜）
- 『ミニ番組 妖しき文豪怪談の魅力』 8月16日から随時 5分×3本（「文豪編」「監督編」「歴史編」）